# Вальдемар I (король Швеції)
Вальдемар I Біргерссон (1238—1302) — король Швеції з 1250 до 1275 року. Походив з династії Фолькунгів.

## Життєпис

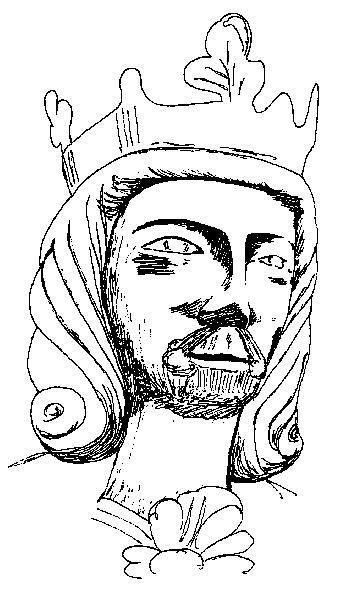
Вальдемар I

Був сином ярла Біргера та Інгеборги, сестри короля Еріка XI. Завдяки сильній позиції ярла Біргера у державі Вальдемара після смерті короля Еріка у 1250 році було обрано новим королем Швеції. Проте до 1266 року ярл Біргер виконував обов'язки регента, фактично керуючи державою.
За цих обставин Вальдемар I був лише номінальним королем. Водночас ніхто не намагався оспорювати його трон. Після смерті ярла Біргера почалося повстання братів Вальдемара — Магнуса та Еріка. Це повстання підтримала Данія, намагаючись послабити королівство, а також деякі незадоволені феодали.
Врешті-решт 14 червня 1275 року в битві під Гувою Вальдемар I зазнав поразки від об'єднаних сил своїх супротивників. Внаслідок цього Вальдемара позбавили трону, який посів його брат Магнус.
Після цього Вальдемар з 1277 до 1278 року керував провінцією готланд. Проте незабаром був відсторонений від влади, а 1288 року Вальдемара ув'язнили у замку Нючепінг.

## Родина
Дружина — Софія (1241—1286), донька Еріка IV Естрідсена, короля Данії
Діти:
- Інгеборга (1263—1292)
- Ерік (1272—1330)
- Рікіса (1273—1293)